# كاباليرونية برية
كاباليرونية برية (الاسم العلمي: Burkholderia terrestris) هي نوع من البكتيريا، سلبية الغرام، تتبع جنس البيركهولدرية.